# Établissement de gestion de services aéroportuaires d'Alger
L'Établissement de gestion de services aéroportuaires d'Alger (EGSA Alger) (en arabe : مؤسسة تسيير مصالح مطارات الجزائر) est une agence gouvernementale qui gère 18 aéroports en Algérie. Il a été créé par le décret présidentiel n°173-87 du 11 août 1987. Sous la supervision du Ministère des Transports algérien et transformé Établissement public à caractère industriel et commercial (EPIC) doté de missions de service public par décret exécutif N° 91-150 du 18 mai 1991. Sa mission est de gérer, développer et exploiter les aéroports ouverts au trafic aérien public.

## Liste
L'Établissement de gestion de services aéroportuaires d'Alger gère dix-sept aéroports : 
Aéroports internationaux 
- Aéroport de Béjaïa - Soummam - Abane Ramdane
- Aéroport de Chlef
- Aéroport de Ghardaïa - Noumérat - Moufdi Zakaria
- Aéroport d'Hassi Messaoud - Oued Irara - Krim Belkacem
- Aéroport de Zarzaitine - In Aménas
- Aéroport de Djanet - Tiska
- Aéroport de Tamanrasset - Aguenar - Hadj Bey Akhamok

Aéroports nationaux
- Aéroport de Bou Saâda
- Aéroport d'El Oued - Guemar
- Aéroport d'El Goléa
- Aéroport de Hassi R'Mel
- Aéroport d'Illizi - Takhamalt
- Aéroport d'In Guezzam
- Aéroport d'In Salah
- Aéroport de Laghouat
- Aéroport d'Ouargla - Ain Beida
- Aéroport de Touggourt - Sidi Mahdi